# Stabilimento chimico di Pallanza
Lo stabilimento chimico di Pallanza nacque nel 1928 a Pallanza, oggi parte del comune di Verbania, cambiando per sempre la storia della città.

## Storia

### Origini
La sua costruzione fu voluta dalla società Rhodiaseta (partecipazione paritaria della Montecatini e dalla francese Rhône-Poulenc) per la produzione e la filatura del rayon acetato (acetato di cellulosa). La Rhodiaceta divenne successivamente Rhodiatoce in seguito alla fusione con la Società elettrochimica del Toce.Fu edificata dall’Impresa di Costruzioni Antonio Bassanini che per la Montecatini si occupò di diversi Stabilimenti, vedi biografia “Antonio Bassanini Costruttore del ‘900” di Andrea Strambio e Giovanna Franco Repellini, SilvanaEditoriale 2019.

### Le produzioni
Il settore delle tecnofibre era in rapida crescita nel periodo compreso tra le due guerre mondiali, ma è soprattutto nel secondo dopoguerra che Verbania divenne uno dei centri principali del settore. La produzione più importante e famosa fu quella del nylon 6,6 (con il marchio commerciale Nailon Rhodiatoce), prodotto nello stabilimento in esclusiva nazionale fino alla scadenza dei brevetti Rhône-Poulenc.

### Da Rhodiatoce a Montefibre

Logo della Montedison

Per tutti gli anni del boom economico lo stabilimento fece parte della Rhodiatoce (dapprima controllata dalla Montecatini e poi dalla Montedison) quando, nel 1972, venne assorbita dalla Châtillon insieme alla Polymer per formare la nuova società Montefibre. Lo stabilimento mantenne una posizione dominante nella produzione nazionale del nylon 6,6 per fini tessili e plastici.

### La crisi: il periodo della Taban e della Società italiana nailon
Il settore chimico e tessile artificiale italiano subì una grave battuta d'arresto nel corso degli anni' 70; anche la Montefibre, nonostante appartenesse al colosso Montedison, fu coinvolta in questa crisi, tanto che fu vicina all'amministrazione controllata. In primo luogo, nel 1975, si decise di scorporare dalla Montefibre i settori delle plastiche poliammidiche (settore Nailonplast) e dell'acetato di cellulosa, e di conferirli ad una nuova società chiamata Taban, a cui venne inoltre conferita l'intera attività immobiliare dello stabilimento. Nel 1981 venne quindi decisa la creazione di una serie di società figlie monoprodotto che coinvolsero anche il polo di Pallanza: la produzione delle poliammidi a fini tessili (nylon 6,6) venne organizzata nella Società italiana nailon, inquadrata nella stessa Montefibre.
Nonostante questo riordino, la Montefibre decise dopo soli 2 anni (autunno 1983) di fermare le produzioni di nylon 6,6 a scopo tessile, provocando una gravissima crisi anche per la Taban, le cui attività vennero infatti fermate alla fine dello stesso anno. La città subì la più grande crisi occupazionale della sua storia: oltre 2000 persone si trovarono disoccupate.

### L'arrivo del gruppo Mossi & Ghisolfi: la nascita di Acetati S.p.A. e di Italpet Preforme S.p.A.
Dopo una serie di altalenanti trattative con la Montefibre e lo stato, la situazione non migliorò: sia il settore tessile che quello plastico erano fermi. La GEPI era intervenuta assorbendo gli ex dipendenti, la maggior parte dei quali furono assegnati ad un'azienda controllata dalla stessa GEPI e mantenuti in cassa integrazione straordinaria. Nessuna delle aziende in quegli anni leader nel settore tessile (la stessa Montefibre, l'EniChem Fibre o la SNIA) volevano investire a Pallanza.
L'unico acquirente disponibile fu il gruppo Falco, che decise di riattivare la produzione delle plastiche poliammidiche; ma dopo non molto anche tale attività andò in crisi. 
Si arrivò quindi al febbraio 1989 quando la GEPI e il gruppo Mossi & Ghisolfi di Tortona costituirono la società Acetati, la quale acquisì la Taban in liquidazione. Vennero riavviate le attività produttive a Pallanza esclusivamente per la produzione di acetato di cellulosa e nel luglio 1989 la Taban venne fusa per incorporazione in Acetati. Negli anni successivi il pacchetto azionario di Acetati venne acquisito interamente dal gruppo Mossi & Ghisolfi con la conseguente uscita di scena della GEPI.

### La fine dell'era Mossi & Ghisolfi e la situazione attuale

Logo della Mossi & Ghisolfi Group

Il 29 febbraio 2008 il gruppo Mossi & Ghisolfi cedette al colosso statunitense "Plastipak" il controllo di Europa Preforme (già Italpet e poi Italpet Preforme) mentre il 31 dicembre 2010 venne deciso il blocco delle produzioni di Acetati e la conseguente chiusura di parte dello stabilimento. Con quest'ultima decisione il gruppo Mossi & Ghisolfi  si disimpegnò definitivamente dallo stabilimento dopo 21 anni di attività. Attualmente Plastipak è leader nel settore del  polietilene tereftalato (PET) per la produzione delle bottiglie e dei contenitori alimentari.